# Przylaski (Słopnice)
Przylaski – część wsi Słopnice w Polsce, położona w województwie małopolskim, w powiecie limanowskim, w gminie Słopnice.
W latach 1975–1998 Przylaski administracyjnie należały do województwa nowosądeckiego.